# Двофазна сталь

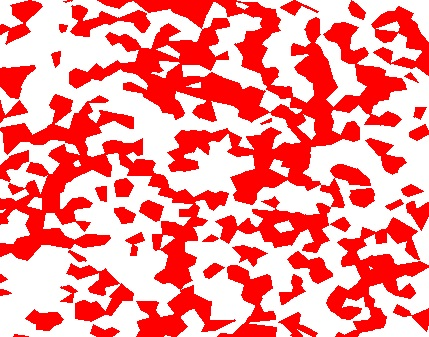
Віртуально сформована мікроструктура двофазної сталі.

Сталь з подвійною фазою (ДП-сталь) - це високоміцна сталь з феритно-мартенситною мікроструктурою, яка виготовляється з низькокарбонових або середньокарбонових сталей, які піддаються загартуванню від температури вище точки A1, але нижче точки A3, як визначено на діаграмі перетворення при безперервному охолодженні. Це призводить до структури, що складається з м'якої феритної матриці, яка містить острівці мартенситу як вторинну фазу (мартенсит підвищує міцність на розрив). Загальна поведінка ДП-сталей визначається об'ємною часткою, морфологією (розміром, співвідношенням сторін, взаємозв'язком тощо), розміром зерна та вмістом вуглецю. Для отримання такої мікроструктури в ДП-сталях зазвичай використовують сталі з вмістом вуглецю 0,06-0,15 мас. % та мінімум 1,5-3 % марганцю (перший зміцнює мартенсит, другий зміцнює твердий розчин у фериті, а також стабілізує аустеніт), хрому та молібдену (для уповільнення утворення перліту або бейніту), кремнію (для сприяння перетворенню фериту), а також ванадію та ніобію (для осаджувального зміцнення та покращення мікроструктури). Бажання виготовляти високоміцні сталі з більшою формоздатністю, ніж мікролегована сталь, призвело до розробки ДП-сталей у 1970-х роках.
Сталі DP володіють високою межею міцності на розрив (UTS), яка досягається за рахунок мартенситної фази, та низькою початковою межею текучості, яка забезпечується феритовою фазою. Крім того, вони мають високий рівень зміцнення при деформації та однорідну пластичну текучість без ефектів Людерса. Ці унікальні властивості роблять сталі DP ідеальними матеріалами для операцій з формування листів, особливо в автомобільній промисловості.
Сталевий розплав утворюється шляхом продувки киснем у конвертері та проходить процес обробки сплаву на етапі вторинної металургії. Результатом цього процесу є отримання алюмінієвої сталі з високою міцністю на розрив, досягнутої за допомогою композиції з марганцю, хрому та кремнію.
Їх переваги полягають у наступному:  
- Низька межа текучості
- Низьке співвідношення міцності до міцності на розрив (межа текучості / міцність на розрив = 0,5)
- Високі початкові швидкості деформаційного зміцнення
- Гарне рівномірне подовження
- Висока чутливість до швидкості деформації (чим швидше він розчавлюється, тим більше енергії він поглинає) [4]
- Хороша стійкість до втоми

Завдяки цим властивостям сталі DP часто використовуються для автомобільних кузовних панелей, коліс і бамперів . 